# Charles de Gaulle
Charles de Gaulle (22. november 1890 – 9. november 1970) var leder af de Frie franske styrker under 2. verdenskrig og Frankrigs præsident 1959-1969.
Han stammede fra en katolsk, royalistisk Bretagne-familie og voksede op i en stærkt national ånd med stor beundring for hæren og var tidligt republikaner. Han uddannedes som officer, og under 1. verdenskrig deltog han bl.a. i Slaget ved Verdun i 1916 og blev krigsfange i Tyskland. I 1920 deltog han i det franske hjælpekorps, der hjalp Polen i den polsk-sovjetiske krig. Fra 1924 sad han i generalstaben.
I mellemkrigstiden advarede han kraftigt imod Tysklands genrejsning og opfordrede til en modernisering af det franske forsvar, ikke mindst panservåbenet. Hans råd blev stort set overhørt i Frankrig, men vakte interesse i Tyskland. Blandt hans bøger fra disse år kan nævnes La Discorde chez l'Ennemi, 1924 (”Splittelsen hos fjenden”), Le fil de l’epée, 1932, (”Sværdets æg”) og La France et son Armée, 1938 (”Frankrig og dets hær”)
Ved udbruddet af 2. verdenskrig 1939 trådte De Gaulle atter i aktiv tjeneste og blev året efter general (Frankrigs yngste) og formelt regeringsmedlem som viceminister. Han forsøgte at vende nederlaget ved en offensiv og at overtale regeringen til at lede krigen i eksil, men begge dele uden held. Den 2. august 1940 blev han dømt til døden af Vichy-regeringen, og han flygtede til England. Han vendte først tilbage til Frankrig 24. august 1944.
Under krigen fremtrådte de Gaulle i sit eksil som den officielle leder af de Frie Franske styrker og som en repræsentant for det sidste lovlige franske styre før sammenbruddet. Hans mål var dels at få Frankrig anerkendt som en aktiv krigsdeltager, dels at få sin egen stilling anerkendt. Det vanskeliggjordes bl.a. af USAs lunkne støtte og forbindelse til Vichy.

Efter befrielsen var han 1944-46 i realiteten Frankrigs statsoverhoved og lod landet deltage som aktiv allieret i den sidste del af 2. verdenskrig. I den første efterkrigsperiode kom han imidlertid i strid med politikerne, hvis flertal modsatte sig hans krav om en forfatning med stærk præsidentmagt, og 1946 trådte han tilbage.
De næste tolv år stod han i stadig opposition til den Fjerde Republiks skiftende regeringer. Fra 1947 ledede han sit eget parti Le Rassemblement du peuple français (kendt som gaullisterne), som opløstes officielt 1953, men genskabtes i ny form 1958. I de 12 år agiterede han ivrigt for en styrket statsmagt og beskyldtes for diktatortendenser. Da den Fjerde Republik til sidst kørte fast i krigen i Algier, fik han sin chance og udnævntes maj 1958 til regeringschef. Efter en hurtig omdannelse af forfatningen og skabelsen af Den Femte Republik valgtes han til præsident og tiltrådte januar 1959.
Han var flere gange, specielt i forbindelse med Algier-krigen udsat for attentater fra OAS's side. I bogen Sjakalen af Frederick Forsyth forsøger en engelsk lejemorder at dræbe ham.